# École européenne supérieure d'art de Bretagne
L'École européenne supérieure d'art de Bretagne (EESAB) est une école d'art fondée le 27 décembre 2010 de la réunion de quatre écoles supérieures d'art des villes de Brest, Lorient, Quimper et Rennes, et qui compte près de 900 étudiants,. Il s’agit de la première école d’art en France au regard de sa capacité d’accueil.

## Historique
Le rapprochement des écoles d'art de la région Bretagne est initié au début des années 1990 sous la forme d'une association, permettant organisation en collaboration des examens d’entrée et de projets pédagogiques.
La fusion des quatre entités sous tutelles municipales a lieu fin 2010, sous l’intitulé d’École européenne supérieure d’art de Bretagne, qui prend le statut d'établissement public de coopération culturelle (EPCC).
Le nouvel ensemble est intégré au pôle de recherche et d'enseignement supérieur (université européenne de Bretagne) au 1er janvier 2013 avec le statut de membre associé. En 2016, après la fusion de cette instance avec l'université Nantes-Angers-Le Mans formant l'université Bretagne-Loire, l’école d’art ne figure plus comme membre associé mais seulement comme simple partenaire.

## Sites
L'école prépare au diplôme national d'art (DNA) sanctionnant trois années d’études post-baccalauréat et au diplôme national supérieur d’expression plastique (DNSEP) validant cinq années d’études, reconnu au grade de master depuis 2015. Des cours pour tout public sont donnés sur les quatre sites, avec des droits d'inscription variable.

### Brest
Le site de Brest prépare aux diplômes DNA options Art et design et DNSEP option Art et Design.

### Lorient

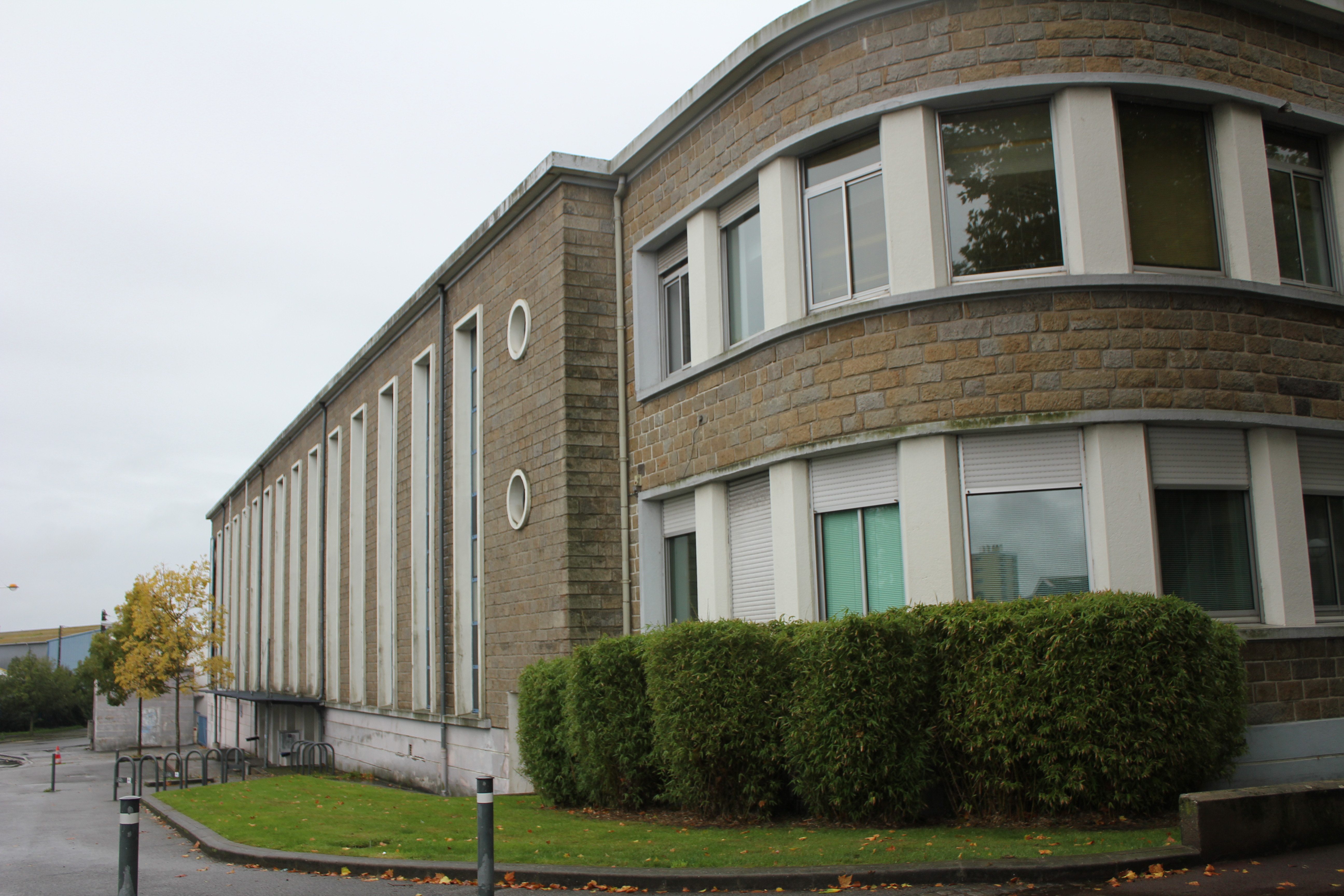
L'École européenne supérieure d'art de Bretagne à Lorient.

L'École des Beaux-Arts de Lorient fut fondée en 1963, par le conseil municipal, sur proposition de deux professeur du Lycée Dupuy de Lôme à Lorient et rejoindra en 1991 l'association des écoles supérieures d'art de Bretagne.
Le site de Lorient prépare aux diplômes DNA option Art, DNA option Communication et au DNSEP option Art. L'établissement propose des cours tout public. Depuis 2018, le site de Lorient propose un DNSEP mention Arts Visuels pour le Journalisme, valant grade de master.

### Quimper
Le site de Quimper, anciennement connu sous le nom d'École des beaux-arts de Quimper, prépare au diplôme DNA option Art et DNSEP option Art. Il accueille environ un quart des effectifs de l'École européenne supérieur d'art de Bretagne.
Le site est situé au 8, esplanade François-Mitterrand à Quimper.

#### Direction
- 1946-1968 : Robert Villard (1897-1977).
- 2006-2021 : Danièle Yvergniaux.
- Depuis le 1er mars 2024 : Claire Jacquet[10]

#### Enseignants notables
- Jos Le Corre (1925-1979), en art graphique de 1952 à 1979.
- Pierre Toulhoat (1923-2014), sculpteur, céramiste, peintre, vitrailliste et joaillier.
- Robert Villard, actif en 1952.

#### Élèves notables
- Dodik Jégou (née en 1934), peintre et céramiste.
- Gwen Jégou (1931-2011), peintre et sculpteur.
- René Quéré (1932-2021), en 1951, peintre, illustrateur, céramiste et peintre-verrier.
- Eva Taulois (née en 1982), diplômée en 2007, plasticienne.

## Historique
L'école est créée en 1946 sous l'appellation d'école régionale des beaux-arts de Quimper. Le site de Quimper prépare au diplôme national d'art (DNA) option art, valant grade de licence et au diplôme national supérieur d'expression plastique (DNSEP), valant grade de Master, option art, mention « Penser l'exposition ».
Les cours publics de L'EESAB sensibilisent les amateurs aux pratiques artistiques actuelles. Ces cours publics s'adressent aux enfants à partir de 6 ans, aux adolescents et aux adultes qui souhaitent se confronter à des pratiques spécifiques, en peinture, volume, gravure et multimédia. Elle dispense également des formations supérieures en art de niveau Bac+3 à Bac+5.

### Rennes
Le site de Rennes (anciennement école régionale des beaux-arts de Rennes) prépare aux diplômes DNA option Art, DNA option Communication, DNA option Design, DNSEP option Art, DNSEP option Communication mention Design graphique et au DNSEP option Design. En association avec Rennes School of Business, l'établissement propose également un MSc Management de projets créatifs, Culture et Design.